# 다비트 토마셰프스키

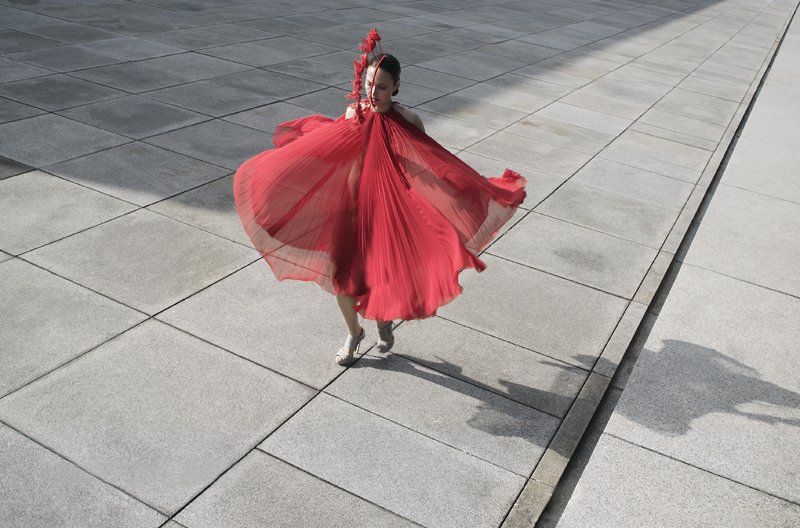
2011년 여름 시즌 다비드 토마셰프스키 스프린트.

다비트 토마셰프스키(폴란드어: Dawid Tomaszewski, 1980년 11월 21일 ~ )는 폴란드의 패션 디자이너이며, 최근 런던과 베를린을 오가며 활동하고 있다. 그의 스타일은 순수함과 화려함의 융합 및 섬세한 디테일과 오트쿠튀르의 요소가 특징이다. 그의 작품은 미술, 건축, 음악 분야에서 많은 영감을 주고 있다.

## 삶과 업적
토마셰프스키는 영국의 런던 패션 대학교와 독일의 베를린 예술대학교에서 학위 취득을 했으며, 비비안 웨스트우드에서 공부하게 되었다. 그는 포즈난의 Academy of Fine에서 예술사에 관해서도 공부하였다.
2000년에 이르러 그는 이탈리아 피렌체에 있는 소니아 리키엘에서 일을 하였으며, 2003년도에 "Alexis Mabille"에서부터 패션 예술에 관해 일을 확장 하게 된다.
2008년에 그는 TV 쇼 "the next fashion talent"에 출연을 하던 중, 나중에 런던 패션위크에 선보이게 될 그의 가방 작품이 "Design Hotels"에 의해 선정되었다. 또한 이 즈음  그가 보스톤에 머무르고 있던 중에, 리복의 스페셜 콜렉선을 디자인했다. 같은 해 그는 Hallhuber의 자선기부를 위한 티셔츠를 디자인했다. 당해 말 그는 포토그래퍼 미하우 마르티호비에츠와 함께 예술합작을 시작하게 된 해이기도 하다. 그는 보다 더 진보적이고 순수한 의상을 선보였으며, 확연히 드러나는 그만의 개성을 선보였다. 그 후의 남은 시간은 Comme des Garçons의 작업을 위해 파리, 런던, 도쿄에서 보냈다.
미하우 마르티호비에츠와 함께 예술 합작 프로젝트를 시작한 당해부터 몇가지 크고 작은 예술과 패션에 관해 프레젠테이션과 전시화를 열었다. 그리고 당해 여름 가와쿠보 레이와 함께 Comme des Garçons 숍을 개장하는데 공동참여를 하게 되었다.
2008년 말 그는 베를린으로 돌아와 라벨위에 자신의 이름을 내건 패션산업을 론칭하게 된다. 그의 개인 콜렉션에서 그가 보여준 수많은 작품들은 상업성과 예술적으로 성공적으로 이루어졌다. 그의 많은 작품은 프랭크 게리와 아니쉬 카푸어에게서 큰 영감을 받았다.
2010년 1월 신예 디자이너 어워드에서 그는 자신의 작품을 알리고, 어워드를 받았다. 게다가 베를린에서 프리미엄 전시회를 개최할 수 있게 되었다. 보그, 엘르, 베니티 페어와 그외 여러 매거진에서 이 전시회와 콜렉션에 관해 기사가 다루어지고, 작품 판매를 성공적으로 할 수 있게 된다. 그리고 그 후 재즈 뮤지션 Pawel Kaaczmarczyk과 함께 새로운 예술 합작을 추진하기 시작한다.

자신의 작품을 재창조한 최근 콜렉션 "Torqued Elipses"에서 예술가 "Richard Serra"와 함께 그의 라벨산업에 관해 성공적인 거래를 이루었다. 2011년 봄/여름 콜렉션에서 "Anna Wintour" 로부터 극찬을 받았으며, 베를린에서 개최된 메르세데스 벤츠 패션위크와 폴란드 우치 에셔 열린 패션위크의 스테이지에 자신의 이름으로 오르게 된다.
당해 마지막 시즌, 그는 그의 스튜디오 "Dawid Tomaszewski Studio"에서 좀 더 캐쥬얼적인 세컨드 라인을 선보이고 있다.